# Festival de música de Llívia
El Festival de música de Llívia és un festival de música clàssica que se celebra a l'església de Nostra Senyora dels Àngels de Llívia des de 1981. Des de 2015, però, el festival s'ha ampliat a més estils, realitzant activitats durant tots l'any.
Des del començament ha experimentat una transformació gràcies a les aportacions de l'Ajuntament, dotant-lo d'equipaments des de finançar un magnífic orgue, dels millors construïts a Collbató per Gabriel Blancafort, mitjançant subscripció pública oberta pel Patronat, amb la col·laboració i aportació de la Companyia Epson Ibèrica l'any 1990, fins a condicionar una comunicació exterior del temple a la façana nord com a sortida d'emergència; instal·lar l'abastament d'aigua i serveis higiènics; ventilació interior per espiells i finestres practicables, cortinatges, megafonia, il·luminació, manteniment de pintura; reestructuració de l'edifici de ca les Pintores destinada a camerinos, dotant-la de serveis d'aigua i calefacció, còmodes grades situades al Cor per a 100 espectadors, embelliment i enllumenat de l'entorn monumental, etc.
Les orquestres i les obres més destacades que han participat assíduament en el Festival fins al moment són l'Orquestra Amadeus de Ràdio Polònia que dirigeix Agnieska Duczmal i el famós cor Ave Sol de Riga, amb quatre solistes interpretant el rèquiem de Mozart; el recordat violinista xec dels primers temps del festival Frantisek Novotny, en el concert per a violí en mi major de J.S.Bach. L'Orquestra Simfònica d'Ucraïna també amb el cor Ave Sol en el rèquiem de Verdi; el virtuós Trio Guarneri de Praga; el prestigiós conjunt suís que fundà i dirigí Yehudi Menuhin, Festival Strings Lucerne amb Mikail Rudy, piano, i Fruzsina Hara, trompeta, la Camerata de la Filharmònica de Berlín amb el clarinet solista Wenzel Fuchs, els solistes d'American Espiritual Ensemble sota la direcció d'Everett Mc. Corvey; el conjunt hongarès que dirigeix Janos Rolla, tan identificat amb el Festival de Llívia; l'Orquestra Franz Liszt de Budapest, amb dos oboès i dos trompes, amb quatre solistes de superior nivell, Mikail Ovrutsky, violí, Wilfried Strehle, viola, Claudi Arimany, flauta i Marielle Normann, arpa.
El Festival es desenvolupava en dos cicles, el d'estiu i el d'hivern. El d'estiu acostuma a començar a principis d'agost i el d'hivern, el desembre.